# Shadow Blasters
Shadow Blasters (四天明王, Shiten Myōō) est un jeu vidéo de plates-formes sorti en 1990 sur Mega Drive. Le jeu a été développé par Sage's Creation et édité par Sigma Enterprises.